# Pausandra trianae
El sangre de mono, laksut o punchana huairacuna (Pausandra trianae) es un árbol de la familia Euphorbiaceae, que se encuentra en los bosques desde Honduras hasta Bolivia y el noroccidente de Brasil.

## Descripción
Alcanza entre 4 y 10 m de altura. Sobre el tronco se aprecia un exudado transparente; la savia es rojiza. Presenta hojas simples y alternas oblanceoladas con ápice agudo y borde aserrado, que miden entre 10 y 57 cm de longitud por 3 a 15 cm de anchura. Su inflorescencia es de color verde, en forma de espiga. El fruto es capsular de 10 a 13 mm de diámetro.
El tallo es utilizado por los indígenas para producir fuego.

## Taxonomía
Pausandra trianae fue descrita por (Müll.Arg.) Baill. y publicado en Adansonia 11: 92. 1873.
Sinonimia
- Clavija septentrionalis L.O.Williams
- Pausandra densiflora Lanj.
- Pausandra extorris Standl.
- Pausandra extorris Standl. ex Record
- Pausandra quadriglandulosa Pax & K.Hoffm.
- Pausandra sericea Lanj.
- Pogonophora trianae Müll.Arg.[6][7]